# Les Communistes
Les Communistes est le cinquième roman du cycle du Monde réel de Louis Aragon, écrit de 1948 à 1951, en plus des fragments écrits pendant l’occupation allemande, paru en six tomes, puis légèrement récrit en 1966-1967.
La parution des deux premiers tomes a lieu le 5 mai 1949 et celle des deux derniers en avril 1951.

## Un roman inachevé
Le roman est une grande fresque historique s'apparentant à celles d'Émile Zola avec Les Rougon-Macquart, ou de Victor Hugo avec La Légende des siècles mais c'est un roman inachevé. L'auteur voulait étendre l'action jusqu'en 1945 mais a décidé en avril 1951 d'arrêter en juin 1940 une intrigue qui démarre en février 1939, à peine un an plus tôt. Dans une intervention au Comité central du PCF, il fait état des griefs sur l’abandon de partie principale, la Résistance intérieure française, alors que la presse avait relaté ses repérages pour magnifier tout particulièrement la grande grève des mineurs de mai 1941.
Cette suite romanesque raconte les prémices de la Seconde Guerre mondiale en France, depuis le printemps 1939, et la défaite de mai-juin 1940. Si Aragon voulait raconter l'ensemble de la Seconde Guerre mondiale d'un point de vue communiste comme le titre l'indique, il abandonna au bout de six volumes, avec la publication des deux derniers en avril 1951. Le récit couvre la fin de la IIIe République, la drôle de guerre, en insistant sur la répression anticommuniste, et se conclut par le récit de la débâcle de l'armée française face à l'invasion allemande. C'est l'un des deux livres mis en avant au printemps 1949 lors de l'inauguration de la Bataille du livre lancée par le Parti communiste, dont Aragon était militant.

## Technique narrative
Pour donner de la profondeur à plusieurs personnages, Aragon utilise une technique narrative qu’il nommera « collages », consistant à puiser dans ses souvenirs ou dans des réminiscences littéraires et artistiques pour donner corps à ses personnages et à leur cadre. Il utilise aussi la méthode qui avait fait au siècle précédent le succès de Zola, qu'il admire.

## Inspirations: Émile Zola et la Bataille du charbon

### Deux démarches communes
Selon Pierre Juquin, biographe d'Aragon, ce dernier souhaitait écrire un roman inspiré par Germinal, de Zola, qui s'était lui-même inspiré de la Grande grève des mineurs d'Anzin en 1884, laquelle avait duré 56 jours. Zola avait pris l'initiative de descendre au fond de la mine, en février de cette année-là, et avait passé une semaine à discuter avec les mineurs, les cadres et ingénieurs, assistant à des réunions syndicales. Pour Pierre Juquin et d'autres biographes du poète, la volonté d'inscrire le roman dans un souffle historique profond est très présente à cette époque chez Aragon. Dans L'Homme communiste, publié en octobre 1946, il rend hommage au résistant Charles Debarge, qui apparaîtra au tome 6 des Communistes comme un géant oublié de l'histoire : « au puits 7 de Dourges, j'ai rencontré des mineurs qui étaient les compagnons de Charles Debarge. Car, dans cette région, plus haut que les constructions minières et les terrils, s'élève désormais la stature d'un homme, d'un héros, dont la France ne parle pas assez, qu'elle ne connaît pas. Un Du Guesclin, un Vercingétorix, le mineur Charles Debarge ».
Dès L'Homme communiste, qui apparaît comme le prologue de la saga publiée en 1949 et 1951, et d'autres écrits de cette époque, Louis Aragon a tracé un tableau à la fois misérabiliste et lyrique, à la Zola, de cette région minière, en évoquant les « terrils, terrils, ô pyramide sans mémoire » et le fait que « depuis toujours, la grève a été (...) le soleil de justice, la limière de grandeur de cette vie », avec un mineur « chaque jour mangé par la terre », une image qui rappelle la description du puits du Voreux dans Germinal.

### Le prologue deL'Homme communisteen 1946
Les Communistes a été inspiré et précédé dès mars 1946 par le recueil d'essais L'Homme communiste, dont deux consacrés au décès de Paul Vaillant-Couturier en 1938, mais écrits en majorité entre 1942 et 1946, et d'autres datant de la fin 1945 ou du début 1946.
L'un des chapitres de ce recueil, « Maurice Thorez et la France », revient sur les polémiques internes au PCF, au cours du second semestre 1945, concernant la bataille du charbon. Ce chapitre clamera, avec une « assurance euphorique » que « sa présence à notre tête, c'est la certitude qu'il ne peut y avoir de Munich de la production ». Aragon exalte « l'appel au travail forcené, au travail sans égard aux conditions de travail, au travail héroïque pour la Nation, pour que les enfants n'aient pas froid, les vieillards ne meurent point et tournent nos usines et renaisse notre patrie ».
L'Homme communiste raconte un voyage de deux jours de Louis Aragon dans le Nord et le Pas-de-Calais, dans un projet d'écrire sur la grève patriotique des mineurs de 1941, qui sera finalement absente des Communistes faute de mener l'intrigue aussi loin.
Aragon s'immisce ainsi dans un conflit, au sujet de la bataille du charbon, entre le numéro un du PCF Maurice Thorez, dont il est proche, et son dauphin Auguste Lecœur, qui fut le véritable organisateur en 1941 de la grève des mineurs. « Produire, encore produire, c'est votre devoir de classe », déclare Maurice Thorez le 21 juillet 1945 lors d'un meeting réunissant un millier de militants du PCF près de Douai, à Waziers, en dénonçant violemment l'absentéisme. Thorez réitère peu après son propos à Valenciennes, Bruay-en-Artois et Montceau-les-Mines car il peine à se faire entendre. Beaucoup de syndicalistes et résistants ne comprennent pas que Thorez, à la tête d'un parti censé défendre les intérêts des ouvriers et non de leur employeur, prône la journée de dix heures, selon les rapports des Renseignements généraux, ou voudraient au moins que soient d'abord écartés les ingénieurs des mines ayant collaboré avec les Allemands pendant la guerre.
Lecœur venait de s’affronter durement à Francis-Louis Closon, qui après la défaite de 1940 avait rejoint les gaullistes à Londres avant d'être nommé en juillet 1944 Commissaire de la République pour le Nord et le Pas-de-Calais. Dans les faits, Closon est le vrai patron des Houillères régionales, poste qu'il perdra finalement en 1946. Le différend concerne la révocation de deux mineurs CGT qui venaient de se heurter à un agent de maitrise, considéré comme un collaborateur des Allemands pendant la guerre. Dans les colonnes de Liberté, Auguste Lecœur a soutenu l'action revendicatrice, pour les salaires et les conditions de travail, mais aussi pour dénoncer la faiblesse de l’épuration chez les ingénieurs. Au lendemain du discours de Waziers, deux articles paraissent dans Liberté, attaquant Closon. Ils valent à Lecoeur une réprimande immédiate du Bureau politique du PCF. Deux mois et demi après, la divergence Thorez-Lecoeur s'aggrave. Le 3 novembre 1945, à Issy-les-Moulineaux, Lecœur fait à nouveau remonter le sentiment des mineurs sur deux points : l'épuration dans les mines n'a pas vraiment eu lieu, et les militants, qui à 80% n'étaient pas là en 1940, se posent des questions sur ce que faisait leur nouveau parti au début de la Seconde Guerre mondiale. Maurice Thorez l'oblige alors à l'interrompre son intervention et l'apostrophe violemment, devant tout le comité central élargi.
Louis Aragon, proche du secrétaire général, publie dans la revue Europe de février 1946 des poèmes de soutien au discours de Thorez. Ils sont écrits par André Stil, 25 ans, responsable de l'Union nationale des intellectuels à Lille, qui invite Aragon dans la région, les 18 et 19 mars 1946, pour une visite au quotidien régional où il travaille, Liberté, et à la fosse 7 de Dourges-Dahomey, où avait commencé la fameuse grève de 1941. Le premier jour de ce voyage, Aragon rencontre des ouvriers de la mine où a démarré cette grève. Le lendemain, il donne des précisions sur son projet littéraire devant 1200 personnes, dont un quart d'étudiants, réunies dans la salle des fêtes de la Faculté de Lille par Jacques Tréfouël, président de l’Union nationale des intellectuels (UNI), qui avait fait ses études secondaires avec lui au lycée Carnot de Paris. Aragon était alors membre du comité directeur de l'UNI, issue de la Résistance, et très actif dans sa plus importante organisation, le Comité national des écrivains (CNE). Mais l'UNI se désagrégea rapidement au cours de cette même année 1946.
Une photo dans Liberté du 20 mars montre Aragon au milieu de journalistes de ce titre, au siège du journal à Lille. A l'université de Lille, Aragon évoque le lendemain le sacrifice du Colonel Fabien, Charles Debarge et autres martyrs, en estimant que « leur sacrifice avait un sens suprême, de même nature que celui qui incitait les ouvriers français, comme ceux de l'Oural, à produire ». Il cite, pour appuyer son projet, des oeuvres de Zola, de Péguy et la Chanson de Roland.

## Dimension autobiographique et historique
Les Communistes a une dimension autobiographique car son auteur fut mobilisé dans l'armée au cours de cette période. Lors de l'armistice du 22 juin 1940, il était toujours sous les drapeaux dans le sud-ouest de la France et son certificat de démobilisation fut délivré le 31 juillet suivant. Resté dans la région, il ne reprendra contact que plus tard avec le PCF clandestin, une fois déménagé à Nice. De plus, Aragon vint dans le nord de la France en 1946, 1947 et 1950, pour recueillir des informations utiles pour l’écriture de ce roman où il n'évitera pas un ton misérabiliste silicose, écrivant : « ici, le noir domine. Il est entré dans les yeux, sous les ongles, aux interstices de la peau, il imprègne les poumons ».
C'est le dernier des romans d'un cycle appelé Le Monde réel, que son auteur estimera nécessaire de réécrire dans une large mesure, au cours des années 1960, ce roman ayant attiré des « polémiques » restées pour l'auteur comme « certaines plaies » qui « demeurent vives ».
L'Homme communiste évoque directement sa rencontre avec les mineurs et leur grève de 1941. Aragon commence par y rappeler dans quelles conditions il est descendu dans un puits de mine et comment il a choisi ce puits : « C’est au 7 de Dourges qu’eurent lieu les premiers mouvements de grève contre l’occupant dès décembre 1940. C’est du 7 de Dourges que partit la grande grève de mai 1941, qui fut victorieuse » et précise que « depuis toujours, la grève dans ces régions dont je parle au milieu d’une vie terrible et misérable, a été le soleil de justice, la lumière de grandeur de cette vie ».
« Au 7 de Dourges, j’ai rencontré des mineurs qui avaient été les compagnons de Charles Debarge », ajoute-t-il, avant de tracer un portrait du même Debarge avec quelques éléments sur les années 1940 et 1941, en indiquant que « c'est du 7 de Dourges, que la grève comme arme changea de sens, et prit le caractère d’une arme nationale » grâce à la préparation menée par Charles Debarge et autres résistants, suivies de sabotages à partir du 4 septembre 1941, à la suite desquels « la combativité de nos camarades de Carvin augmenta ainsi favorablement pour le Parti ». Ces éléments figurent aussi dans "Le Musée Grévin", recueil de poèmes commencé en juin 1943, achevé dans la Drôme puis publié en août 1943, sous le nom de François la Colère et réédité au deuxième trimestre 1946, augmenté de poèmes inédits et d’une « préface » intitulée "Les Poissons noirs", qui comporte quelques lignes évoquant Charles Debarge.
Les Communistes, dans le Tome IV, met en scène Debarge rentrant chez lui, à côté de l’usine Kuhlmann à Loos, le 31 mai 1940, avec « une phrase qui lui est bien restée dans la tête : une classe qui ne s’exerce pas au maniement des armes est indigne de vivre ». Elle est héritée de Lénine. Le roman montre aussi Debarge collectant des armes abandonnées par la drôle de guerre, attelé à « la préparation du travail à venir ». Ces armes serviront plus tard aux groupes de protection armés du PCF, qui ont permis à la grève de 1941 de s'étendre très rapidement à tout le Pas-de-Calais, via l'envoi de 35 agents de liaison le 28 mai, lorsque pour la première fois ces groupes de protection armés du PCF sont autorisés à agir lors d'une réunion à laquelle participent à Lens Julien Hapiot, Nestor Calonne, Auguste Lecoeur et Maurice Deloison.

## Les personnages de Barbentane et Decker, doubles d'Aragon et Debarge
Le critique littéraire Bernard Leuilliot, spécialiste d'Aragon, identifie l'un des personnages du roman, Eugène Decker, comme le « double de Charles Debarge, futur organisateur en 1941, de la grande grève des mineurs », jusque-là absent, tout comme sa famille, des ouvrages précédents publiés dans le cycle Le Monde réel. Barbentane, l'un des autres héros principaux du roman Les Communistes était lui au contraire déjà le héros du roman Les Beaux Quartiers publié par Aragon quinze ans plus tôt, en octobre 1936, aux éditions Denoël et lauréat du prix Renaudot le 9 décembre 1936, sur un intrigue composée à partir de souvenirs hétéroclites de l’auteur, dans la petite ville imaginaire de Sérianne, au pied des Préalpes du Sud, près de Marseille.
Le père de Barbentane est médecin, radical, libre penseur, franc-maçon, maire et bientôt candidat au Conseil général. Son aîné est destiné à la médecine, et le cadet Armand Barbentane est « promis à Dieu » par sa mère. Mais ce dernier finit par trouver la poésie supérieure à la religion, puis veut devenir acteur et découvre de nouvelle idées politiques lors d’une rencontre avec le candidat socialiste opposant de son père. Les relations d'Armand avec ses parents rappellent ainsi ceux d'Aragon avec les siens. L’auteur se projette dans Armand par un dédoublement qu'il évoquera en 1965 dans La Mise à mort, en s’adressant à  sa compagne Elsa Triolet pour l'impliquer : « Il subit au vrai ton influence car tu m’as toujours identifié à Armand malgré mes dénégations ». La  culture littéraire d'Aragon lui a permis aussi des liens avec deux des héros des Thibault de Roger Martin du Gard qui de la même manière sont frères, l'un médecin et l'autre rebelle. Armand et Edmond Barbentane rappellent enfin Julien Sorel et Eugène de Rastignac, de l'univers romanesque de Stendhal et Balzac, tandis qu'il y a une part de l’héroïne de Zola, Nana, dans la Carlotta des Beaux Quartiers.
Dans le second volume des Communistes, publié en 1949, Armand Barbentane, devenu journaliste, rencontre, « presque par hasard », le 30 août 1939, Maurice Thorez, secrétaire général du PCF depuis les années 1930. Il est ensuite lieutenant dans l'armée lors de la drôle de guerre. Quand il arrive dans la commune minière de Courrières, zone tombée aux mains de l'armée allemande, il se bat pour couvrir le repli de ses soldats, puis frappe à la première porte venue, car il est impératif de se cacher. Il tombe sur une vieille femme qui veille son mari défunt et l'introduit chez son voisin, qui est Eugène Decker, le double du mineur et résistant Charles Debarge. Ce dernier propose d’habiller son lieutenant en mineur et d’inscrire la mention de « mineur » sur son livret militaire afin de le faire passer pour un affecté spécial et ainsi le sauver. Decker sert alors sous les ordres de Barbentane, avant d’être renvoyé dans ses foyers comme affecté spécial puisque mineur.

## Thème central de la Drôle de guerre

### Le dialogue lors de l'évacuation de Dunkerque
La guerre est le thème principal et « la toile de fond des Communistes », tandis que la question majeure posée par le roman est « celle des causes et de la nature » de cet événement, d'un type nouveau dans l'Histoire de France, rendu plus complexe à comprendre pour ses contemporains par un événement décisif sur lequel le pays n'a aucune prise, la signature du pacte germano-soviétique.
Le dernier chapitre du roman tente de structurer dans le temps l'évolution de conflit, quant il met en scène la bataille de Dunkerque, qui commence le 20 mai 1940 et se poursuit par l'opération Dynamo, visant à l'évacuation de Dunkerque de l'armée britannique et canadienne, et effectuée du 27 mai au 4 juin 1940 avec l'appui de l'armée française contre l'armée allemande. Pris dans ce qui reste avant tout une « débâcle de Dunkerque », le 1er juin 1940, le personnage de Constantin Boquette demande au lieutenant Barbentane : « Puisque les soldats ne nous défendent pas, pourquoi ne nous laisse-t-on pas nous défendre ? ». Barbentane lui répond, en journaliste de L'Humanité et aussi en lieutenant, que « la guerre a changé de caractère ». Après avoir été les moyens d’un plan politique dirigé contre le peuple afin de liquider les conquêtes de 1936, les classes dirigeantes « acceptent déjà la défaite, pas nous ! ». C’était leur guerre, qui n'est désormais  « plus leur affaire  (...) mais l’affaire de tous, qui vont juger de leur stratégie, leur interdire de disposer de la France, de notre vie, de nos libertés » et donc « ce n’est plus la même guerre, c'est une guerre nationale », comme en 1793, devenue à la fois patriotique et révolutionnaire,.
Ce récit permet pour Aragon, soumis à la commande politique ou à l'amitié des dirigeants de son parti, de fixer l'entrée en résistance du PCF à l'été 1940, via l'image encore forte, dix ans plus tard, des événements de Dunkerque à l'été 1940, vision que tente d'établir alors le reste de la littérature communiste.

## Les deux premiers tomes, polémiques et lecteurs

### La soirée de juin 1949 au siège de la CGT
Après la parution des deux premiers tomes le 5 mai 1949, la critique littéraire est mitigée, sur fond de début de la guerre froide et d'isolement du PCF. Afin d'assurer leur succès, Aragon et sa compagne Elsa Triolet décident de lancer la « bataille du livre », qui permettra aussi de soutenir la réédition en septembre 1949 de Fils du peuple, autobiographie de Maurice Thorez, pilier de la « fierté de parti », dans laquelle l'appartenance collective à la Résistance joue un rôle central. Elle est lancée avec le soutien de Gaston Monmousseau, leader historique de la CGT, le 17 juin 1949 lors d'une réunion au 33 Rue de la Grange-aux-Belles, siège historique du syndicat et de son hebdomadaire, la CGT. Cette « bataille du livre », évoquée dans des écrits d'Elsa Triolet dès 1947, est ainsi lancée à grand renfort d'articles dans la presse communiste.
« Comment les travailleurs, les résistants, tous les bons français, ne reconnaîtraient-ils pas leur bien dans ce premier volume (...) l’œuvre de tout un peuple, dont Aragon n'est que l’inégalable porte-parole », réagit Auguste Lecoeur, dans un article de l'hebdo communiste France-Nouvelle du 18 juin 1949 racontant la soirée, et titré « Critique aux critiques ». Il déplore : « Beaucoup de ces critiques laissent dans l’ombre le fait que le roman Les Communistes doit être considéré comme un véritable événement littéraire ».
Dans la salle, une dizaine de lecteurs, ouvriers ou employés, ont été invités à commenter le livre, face à l'auteur Louis Aragon qui les écoute humblement. Leurs réactions sont parfois sans complaisance. L'article d'Auguste Lecoeur le lendemain raconte aussi comment ces personnes invitées à donner leur opinion sur le livre le jugent parfois trop austère, heurtant « douloureusement et durablement Aragon ». Auguste Lecoeur commente : « Il paraît qu’il est très difficile d’écrire un livre comme celui d’Aragon. Je ne le pense pas […] Est-il plus difficile pour un homme de plume, membre du Parti, d’écrire en fonction des tâches qui lui sont imparties, qu’au militant politique et syndical de résoudre les problèmes politiques de l’heure en fonction des tâches fixées par la même orientation politique ? ».

### Premières tensions entre Louis Aragon et Auguste Lecoeur
Cet article de Lecoeur choque des proches de l'écrivain comme Pierre Daix, contributeur à la « Bataille du livre », car tous les autres commentateurs communistes expriment alors une admiration déférente au génie de l'écrivain. En filigrane, ils perçoivent une d'accusation de méconnaître la classe ouvrière. Aragon tente d'y répondre personnellement dans La Nouvelle Critique en juillet 1949, en expliquant qu'il « essaie de la connaître mieux qu’un certain nombre d’écrivains ».
Aragon et Lecoeur sont vite réconciliés quand le premier est invité par le second pour une manifestation en faveur de la paix et contre la Guerre d'Indochine dès l'été 1949, et quand Lecœur édite et préface Le Pays des mines, une plaquette anthologique sur Aragon, aux Éditions de La Tribune des Mineurs à Lens. Ce journal, contrôlé par Lecoeur, commande à Aragon une série de 18 critiques littéraires, qui doit commencer en janvier 1950. Elle s'interrompra avant la fin. Le journal de Lecœur invite aussi l'artiste Mireille Miailhe, égérie du PCF et future Prix Fénéon 1950, à dessiner des mineurs en grève, notamment « Tiens bon la rampe ! », dessin qui sera republié dans Les Lettres françaises.
La CGT des mines et Lecœur sont aussi en lien avec le peintre néo-réaliste André Fougeron depuis 1947. Son tableau Les Parisiennes au marché d'André Fougeron fut à la fois dénoncé et salué au Salon d'automne le 24 septembre 1948. Lors de l'édition 1949, c'est un autre de ses tableaux qui est remarqué : Hommage à André Houiller, militant CGT de 54 ans tué par la police en novembre 1948 alors qu'il collait une affiche contre la Guerre d'Indochine.

### Eté 1950, Aragon met fin aux chroniques littéraires dansLa Tribune des mineurs
Malgré les liens qu'il a noués avec le pays minier, décor très important des Communistes, Aragon cesse dès l'été 1950 ses chroniques littéraires dans La Tribune des mineurs. Son directeur est alors occupé à la préparation de l'exposition Au Pays des mines, commandée au peintre néo-réaliste André Fougeron par la fédération des mineurs du Nord et du Pas-de-Calais : 40 tableaux et dessins racontant la grève des mineurs de 1948. Le vernissage a lieu le 12 janvier 1951 à la galerie Bernheim-Jeune, avenue Matignon, au cœur des beaux quartiers parisiens.
Les tensions entre ex-résistants, symbolisés par Lecoeur, et la direction du PCF, dont Aragon est proche, s'avivent début 1951 quand est publié Pages de gloire des 23, premier ouvrage à rappeler réellement l'action des combattants des FTP-MOI, résistants, fusillés le 21 février 1944, dont le tiers était polonais, avec une postface de Charles Tillon, ex-commandant en chef des Francs-tireurs et partisans.

### Parution des Tomes V et VI en mai 1951
En mai 1951 paraissent les tomes V et VI des Communistes, comportant le passage contesté sur Léon Delfosse, avec un récit se limitant à la première moitié de l'année 1940, et renonçant à évoquer la grève de 1941. En juin 1951, c'est la publication des carnets de Charles Debarge, largement annotés, avec d'autres erreurs historiques. La Nouvelle Critique de septembre-octobre 1951 contient un article de Pierre Daix prenant la défense d'Aragon.

### Arrêt anticipé de la saga
Selon le critique littéraire Bernard Leuilliot, l'arrêt anticipé de la saga est dû au fait que l'écrivain a simplement « baissé les bras, devant l’ampleur de la tâche à accomplir » en estimant de plus que le « côté national » du livre n’était plus de saison .
L'auteur expliquera plusieurs décennies plus tard que sa décision n'a pas été motivée par le mauvais accueil réservé aux six premiers tomes, mais au contraire par leur succès auprès des lecteurs visés, notamment pour les deux premiers tomes. Aragon s'appuie sur le souvenir de ce qui lui apparaît après coup comme un malentendu : « ce sont au contraire les éloges qui m’arrêtèrent à juin 1940. On me louait d’avoir écrit autre chose que ce que j’avais voulu écrire. [...] J’ai souvenir d’une soirée, donnée en mon honneur à la Grange-aux-Belles, où des hommes et des femmes, qui avaient lu les deux premiers volumes du roman, vinrent à tour de rôle [...] apporter leur témoignage touchant la vérité des faits, me remercier d’avoir écrit cela. [...] Je ne crois pas de ma vie avoir été aussi triste que ce soir-là, qui avait eu des airs de triomphe » .
Bien qu'à l'origine du projet de roman, la grève des mineurs de 1941 en est donc finalement absente, même si Aragon continue à s'intéresser au sujet.

## Réédition de 1966
En 1966, Louis Aragon décide de rééditer Les Communistes en tenant compte de plusieurs défauts qui lui avaient été signalés, et notamment en modifiant le cinquième tome. Lecœur lui avait fait une remarque dont le romancier n'avait pas tenu compte dans la première édition, ce dont Lecœur s'indigne dans Le Partisan, son autobiographie de 1963. Le passage litigieux met en scène des militants communistes au début de la Résistance dans le stade d'Hénin-Liétard, parmi lesquels Léon Delfosse, qui sera directeur des Charbonnages de France de 1945 à 1947. Alors que l'écrivain était venu dans la région rencontrer Lecœur et lui avait lu le passage mettant en scène ce syndicaliste devenu plus tard dirigeant des Houillères, Lecœur avait mis en doute l'importance de ses actions résistantes et expliqué qu'il avait été promu au Comité central contre la volonté des délégués syndicaux, à la demande insistante, et peu appréciée, de Jeannette Vermeersch, la femme de Maurice Thorez. La version révisée des Communistes tient finalement compte des arguments de Lecœur, et réduit le rôle de Léon Delfosse.

## Édition
- Louis Aragon, Œuvres romanesques complètes, tome III et IV, Bibliothèque de la Pléiade, NRF